# مرواستون، واشینگتن
مرواستون (به انگلیسی: Marrowstone) یک منطقهٔ مسکونی در ایالات متحده آمریکا است که در شهرستان جفرسون، واشینگتن واقع شده‌است. مرواستون ۱۶٫۴ کیلومتر مربع مساحت و ۸۴۴ نفر جمعیت دارد و ۵ متر بالاتر از سطح دریا واقع شده‌است.